# 利什尼亞 (克列梅涅茨區)
50°10′29″N 25°48′56″E / 50.17472°N 25.81556°E
利什尼亞（烏克蘭語：Лішня），是烏克蘭的村落，位於該國西部捷爾諾波爾州，由克列梅涅茨區負責管轄，始建於1545年，面積1.44平方公里，2001年人口192，人口密度每平方公里133.3人。